# Ploskozubec tupohlavý
Ploskozubec tupohlavý (Chlorurus sordidus) je tropická ryba řazená do čeledi pyskounovití (Labridae) či ploskozubcovití (Scaridae). Jedná se o středně velký druh, který může měřit až okolo 40 cm. Samice má tmavé zbarvení s bílými skvrnami, samci jsou zbarveni nazelenale s velkými šupinami ohraničenými fialově modrými linkami a jejich zbarvení je velmi variabilní.
Ploskozubec tupohlavý je nejrozšířenějším ploskozubcem, obývá oblasti Indo-Pacifiku včetně Rudého moře. Žije na různých útesech a v lagunách do hloubky až 50 metrů. Potravu tohoto druhu tvoří řasy. Je to protogynní hermafrodit, jakmile dosáhne velikosti 35,1 až 47,2 cm, může dojít ke změně pohlaví.

## Synonyma
- Callyodon albipunctatus, Seale, 1910
- Callyodon cyanogrammus, Jordan & Seale, 1901
- Callyodon bipallidus, Smith, 1956
- Callyodon erythrodon, Valenciennes, 1840
- Callyodon rostratus, Seale, 1910
- Callyodon margaritus, Cartier, 1874
- Pseudoscarus goldiei, Macleay, 1883
- Callyodon sordidus, Forsskål, 1775
- Pseudoscarus margaritus, Cartier, 1874
- Pseudoscarus platodoni, Seale, 1901
- Pseudoscarus vitriolinus, Bryan, 1906
- Scaridea leucotaeniata, Fowler, 1944 [3]aj.